# Patrimoine perlier de Bahreïn
Le patrimoine perlier de Bahreïn est le patrimoine culturel lié à la perliculture à Bahreïn, dans le golfe Persique. Il constitue un bien culturel du patrimoine mondial inscrit en 2012 sous l'intitulé « activités perlières, témoignage d'une économie insulaire ».